# Marius Pasetti
Marius Pasetti, od roku 1867 Pasetti svobodný pán von Friedenburg (jméno uváděno Pasetti-Friedenburg), též Pasetti-Angeli von Friedenburg (15. května 1841, Benátky – 4. května 1913, Vídeň) byl rakousko-uherský diplomat, vysoký úředník na ministerstvu zahraničních věcí Rakousko-Uherska a v letech 1895–1904 velvyslanec v Římě.

## Životopis
Pocházel z italské rodiny původem z Padovy, byl nejmladším ze tří synů Floriana Pasettiho (1793–1875), který se jako dvorní stavební rada staral o regulaci Dunaje ve Vídni (povýšen 1854 na rytíře a 1867 na svobodného pána). Marius v roce 1864 dokončil studium na Orientální akademii ve Vídni a absolvoval praxi u zemského soudu ve Vídni, do diplomatických služeb vstoupil o rok později jako konzulární elév v Istanbulu, kde působil jako tlumočník. Na nižších diplomatických postech poté působil v Paříži, Petrohradu a Římě. V roce 1878 byl delegátem na Berlínském kongresu, poté zastával funkci legačního sekretáře v Římě. Od roku 1883 působil na ministerstvu zahraničí, vykonával funkci druhého sekčního šéfa a v roce 1890 po odchodu Ladislava Szögyény-Maricha jako ministra v uherské vládě přešel na pozici prvního sekčního šéfa, v roce 1895 vyslán jako velvyslanec do Říma (Italské království), kde zůstal až do odchodu na penzi v roce 1904.

## Tituly a ocenění
Jako sekční šéf na ministerstvu zahraničí obdržel v roce 1889 titul c. k. tajného rady s nárokem na oslovení Excelence. Byl nositelem vysokých státních vyznamenání v Rakousku-Uhersku, vzhledem k dlouholetému působení v diplomacii obdržel řadu ocenění i v zahraničí. Při odchodu do penze byl jmenován doživotním členem rakouské Panské sněmovny a stal se také kancléřem Leopoldova řádu.

### Rakousko-Uhersko
- Řád železné koruny III. třídy (1874)
- komtur Řádu Františka Josefa (1875)
- Řád železné koruny I. třídy (1893)
- Jubilejní pamětní medaile (1898)
- velkokříž Leopoldova řádu (1901)

### Zahraničí
- velkokříž Řádu sv. Mořice a sv. Lazara (Itálie)
- velkokříž Řádu Fridrichova (Württembersko)
- velkokříž Řádu sv. Michaela (Bavorsko)
- Řád pruské koruny I. třídy (Německo)
- Řád Medžidie I. třídy (Osmanská říše)
- Řád lva a slunce I. třídy (Persie)
- Řád rumunské koruny I. třídy (Rumunsko)
- Řád Takova I. třídy (Srbsko)
- Řád knížete Danila I. Řád knížete Danila I. I. třídy (Černá Hora)
- komandér Řádu italské koruny (Itálie)